# 津田真男
津田 真男（津田 眞男、つだ まさお、1952年6月19日 - ）は、日本のボート選手（ローイング選手）。東京都出身。1980年のモスクワオリンピックボート競技日本代表に選ばれた。スポーツノンフィクション作家・山際淳司の『たった一人のオリンピック』の主人公でもある。姉はピアニストの津田理子。

## 略歴
名門進学校の東京教育大学附属中学校・高等学校（現・筑波大学附属中学校・高等学校）に進むもサッカーに熱中。高校の同期には、石田徹（元資源エネルギー庁長官）、井上和雄（元衆議院議員）、川又雄二郎（数学者）、越沢明（都市工学者）、佐野一彦（イラストレーター）、林己知夫（建築家）、村上誠一郎（衆議院議員）らがいた。
2浪して東海大学に入学。麻雀などに明け暮れるが、同級生らが社会で活躍し始めたことなどに影響を受け奮起。1975年、オリンピックに出場しようと決意する。射撃やアーチェリーなど幾つかの競技を検討したが、ボート競技の種目のうち、一人でもできるシングルスカルに決める。全くの素人から努力を積み重ねモスクワオリンピック代表選手に選ばれるも、日本のモスクワオリンピック不参加により出場は叶わなかった。1977年に東海大学理学部物理学科を卒業した。その後は、現役時代に設立した「ザ・トールキング・クラブ」に所属していた（「トールキング」は「金を取る」の意味）。

## 関連文献
- 『スローカーブを、もう一球』（山際淳司 角川書店 1981年） ISBN 978-4-04-872315-2 「たった一人のオリンピック」収録